# Zosterops rotensis
Zosterops rotensis — вид воробьиных птиц из семейства белоглазковых.

## Распространение
Эндемики Северных Марианских Островов. Естественной средой обитания являются субтропические или тропические влажные равнинные леса.

## Описание
До 10 см в длину, вес 10 г. Брюшко шафраново-жёлтое, а спинка оливково-зелёная. Вокруг глаза имеется белое четко очерченное кольцо.

## Биология
Питаются насекомыми. В кладке 1-2 яйца светло-голубого цвета.

## Охранный статус
МСОП присвоил виду охранный статус CR. Виду угрожает возможная утрата среды обитания. Угрозу представляют чёрные дронго, а также хищничество со стороны крыс.